# Sultantepe
Sultantepe és un jaciment arqueològic situat a la província de Şanlıurfa, al sud-est de Turquia, a prop de la localitat d'Huzirina, i aproximadament a 15 quilòmetres de la ciutat moderna de Şanlıurfa (l’antiga Edessa romana). El jaciment es troba a la vora del riu Balikh i a prop de l’antiga ciutat assíria de Harran. Les restes de Sultantepe corresponen principalment al període Neoassiri i aporten informació valuosa sobre la cultura i la història d’aquesta civilització.

## Història
El jaciment de Sultantepe correspon a un turó arqueològic (tell) de petites dimensions amb un pendent destacat. La ciutat baixa es troba actualment sota el llogaret modern de Sultantepe Köyü. A mitjan segle xx, els processos d’erosió van posar al descobert diverses bases de columnes tallades en basalt, les quals van poder datar-se amb certesa a l’Edat del Ferro. Aquesta troballa permeté suposar que els estrats arqueològics conservats corresponien al període Neoassiri. No obstant això, aquestes capes només són fàcilment accessibles als marges del turó, ja que la resta queda coberta per uns set metres d’estrats posteriors.
Sultantepe va estar ocupada durant els segles VIII i VII aC. Les evidències indiquen una fase de reconstrucció posterior a l’any 648 aC, la qual cosa suggereix una certa continuïtat després d’episodis de destrucció o abandonament parcial. Una de les troballes més destacades és una col·lecció de tauletes cuneïformes, que contenen tant textos literaris de la tradició mesopotàmica —com fragments de l’Epopeia de Gilgamesh, l’Enuma Elish o el conte de L’Home Pobre de Nippur— com exercicis escolars, caracteritzats per errors ortogràfics que reflecteixen el procés d’aprenentatge de l’escriptura de l’època.
La biblioteca fou trobada fora d’una estructura residencial, i s’ha interpretat que probablement pertanyia a una família sacerdotal, fet que podria indicar una funció cultual o educativa de l’espai. El corpus de tauletes recuperades ascendeix a prop de 600 peces d’argila sense coure. Alguns documents contractuals mostren una notable presència de noms d’origen arameu, evidència d’interacció ètnica i lingüística en el context urbà assiri de finals del període.
L’activitat documental a la ciutat cessà de manera brusca l’any 610 aC, coincidint amb la caiguda de la pròxima Harran, esdevinguda dos anys després de la destrucció de Nínive. Aquest fet assenyala una interrupció violenta de l’administració i de la cultura escrita a la ciutat.
Després de l’abandonament en època neobabilònica i aquemènida, el lloc no tornà a ser habitat fins al període hel·lenístic i posteriorment sota domini romà. Actualment, el llogaret de Sultantepe Köyü ocupa els vessants nord i est del turó, cosa que ha limitat l’accés a determinades àrees arqueològiques.

## Intervencions arqueològiques
Les excavacions sistemàtiques al jaciment s’iniciaren el 1951 i 1952 com a projecte conjunt anglo-turc, sota la direcció de Nuri Gökçe, del Museu Hitita d’Ankara (actual Museu de les Civilitzacions d’Anatòlia), i Seton Lloyd, de l’Institut Britànic d’Arqueologia a Ankara (BIAA). Les investigacions se centraren en els estrats del període Neoassiri i van donar lloc a descobriments importants, com l’accés monumental a l’antiga ciutadella i diverses estructures annexes.
El descobriment més destacat fou el denominat Tresor de Tauletes, localitzat el 5 de juny de 1951. A partir d’aquell moment, no s’han dut a terme noves excavacions al jaciment

### Les tauletes
El conjunt de tauletes recuperades consta de prop de 600 peces, moltes de les quals són petits fragments. La major part estaven fetes de fang no cuit, excepte tres exemplars (una taula de matemàtiques, una tauleta econòmica amb llistat de gra i un fragment d’un text mèdic), que semblaven haver estat cuites.
Les tauletes foren coïtes posteriorment al Museu de les Civilitzacions d’Anatòlia per a preservar-les, procés durant el qual es van perdre les numeracions de camp originals, fet que obligà a renumerar-les i a adaptar-ne el catàleg. En total, es van inventariar 288 tauletes i fragments el 1951 i 405 el 1952. Durant tretze anys, diversos especialistes, com J.J. Finkelstein i P. Hulin, van treballar en la neteja i estudi de les tauletes.
Les tauletes no foren trobades al seu context original, sinó amagades al sector nord-est de l’acròpoli, apilades contra un mur de tova. En aquest sector també es va excavar una estança residencial anomenada la Casa de Qurdi-Nergal, nom que apareix freqüentment als colofons de diverses tauletes.
Una part important de la col·lecció es localitzà a l’àrea F 1, protegida sota una taula d’ofrenes o pedestal tallat, amb altres fragments dispersos entre les restes d’un forn de pa i diverses sitges de gra que posteriorment van afectar el context arqueològic.

## La biblioteca de Sultantepe
La biblioteca de Sultantepe és una de les col·leccions més importants de tauletes assíries conegudes, comparable a la biblioteca d’Ashurbanipal a Nínive. Inclou textos de caràcter religiós, literari, mèdic i lexical, proporcionant una valuosa visió de la cultura assíria del segle VII aC.

#### Contingut de la biblioteca
- Epopeies i mites: fragments de l’Enuma Elish, l’Epopeia de Gilgamesh i el mite d’Anzû.
- Textos religiosos i rituals: himnes, oracions i presagis.
- Textos mèdics: receptaris i tractaments terapèutics.
- Textos escolars: exercicis d’aprenentatge de l’escriptura, gramàtiques i lèxics.
- Documents administratius i contractuals: registres econòmics i contractes.

Moltes d'aquestes tauletes són còpies d'altres textos coneguts, com les epopeies de la Creació i de Gilgamesh, així com llistes lèxiques com HAR-ra = hubullu, que han estat fonamentals per a l'estudi de la llengua i la literatura assíries.

#### Textos únics i destacats
Entre les troballes més notables es troben tres textos únics que mereixen una menció especial:
1. "La història del pobre home de Nippur": Una narració humorística sobre un home humil que venja tres vegades un dignatari abusiu. Aquest text va ser publicat per primera vegada a Anatolian Studies 6 (1956).
2. "La carta de Gilgamesh": Una extravagància fictícia escrita en nom de Gilgamesh, probablement una paròdia de l'estil reial, adreçada a un governant contemporani i exigint una gran quantitat d'animals i altres béns.
3. "La llegenda de Naram-Sin": Un text narratiu que presenta el rei Naram-Sin i les seves gestes, escrit en primera persona i amb una estructura similar a les inscripcions reials[2]

#### Estudi i publicació
Les tauletes de Sultantepe van ser traslladades al Museu de les Civilitzacions d'Anatòlia a Ankara, on van ser cuidades i estudiades. Oliver Gurney, amb l'ajuda de Jacob J. Finkelstein i Peter Hulin, va treballar en la seva traducció i catalogació durant 13 anys. Els resultats d'aquest treball es van publicar en diversos volums de Anatolian Studies, amb un suplement posterior a l'Archiv für Orientforschung
Aquest conjunt de textos ha estat fonamental per a la reconstrucció de les sèries antigues i per a la preparació de nous diccionaris de la llengua assíria. La biblioteca de Sultantepe ofereix una visió única de la vida quotidiana, la religió, la ciència i la literatura de l'Antic Pròxim Orient.